# 弁天島 (南あわじ市)
弁天島（べんてんじま）は、兵庫県南あわじ市阿那賀にある島。島全体が、南あわじ市丸山海釣り公園として整備されている。

## 概要

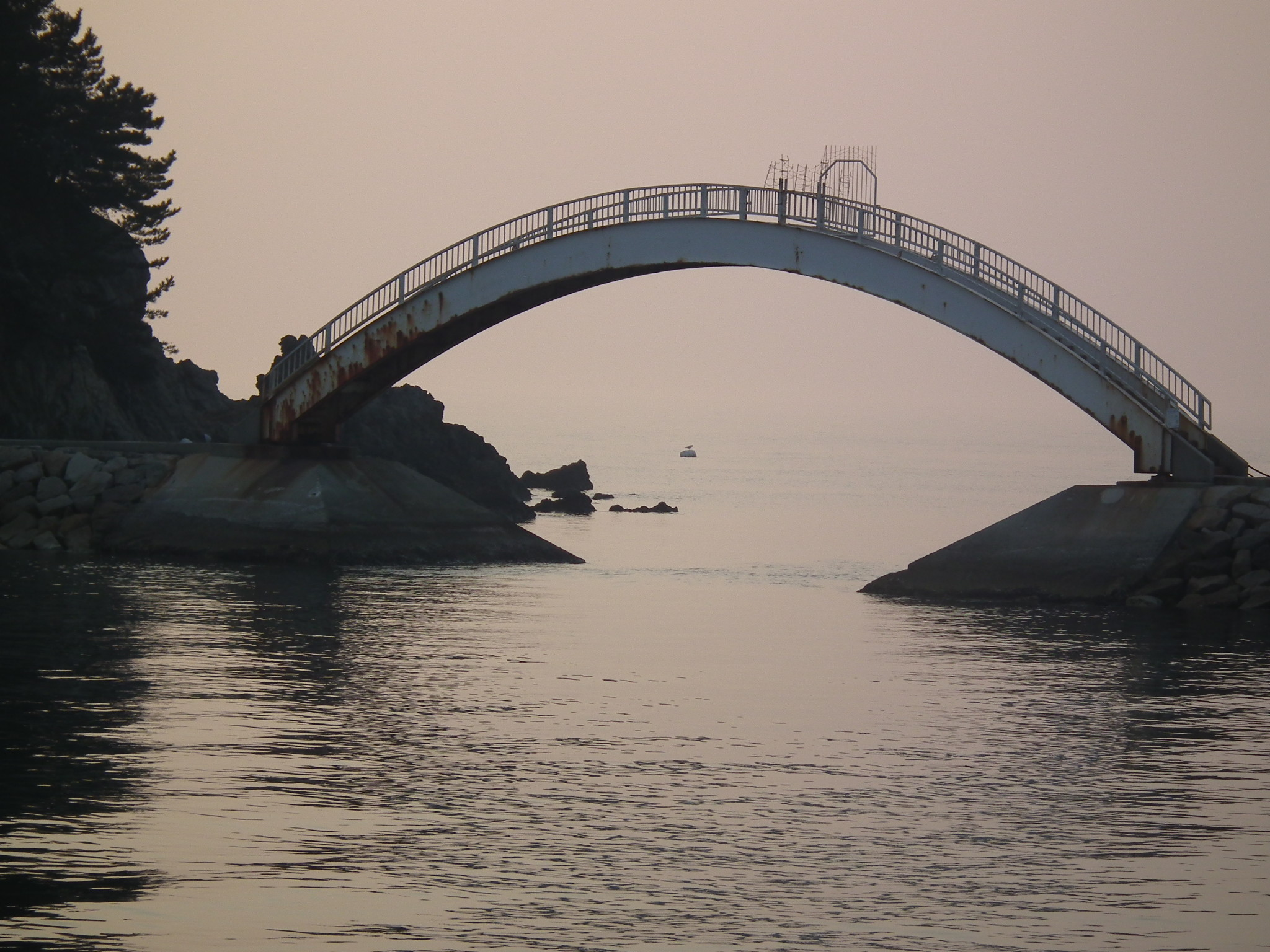
アーチ型の太鼓橋

丸山漁港にあり、鳴門海峡に面し周囲は250m。アーチ型の太鼓橋が架かり、島へ渡れ、島内には遊歩道が整備され、釣台が設置される。夕日が美しく、釣り場としても観光スポットとしての両方の機能を備えている。南あわじ市丸山海釣り公園となっており、開門時間以外は入場できない。

## 南あわじ市丸山海釣り公園

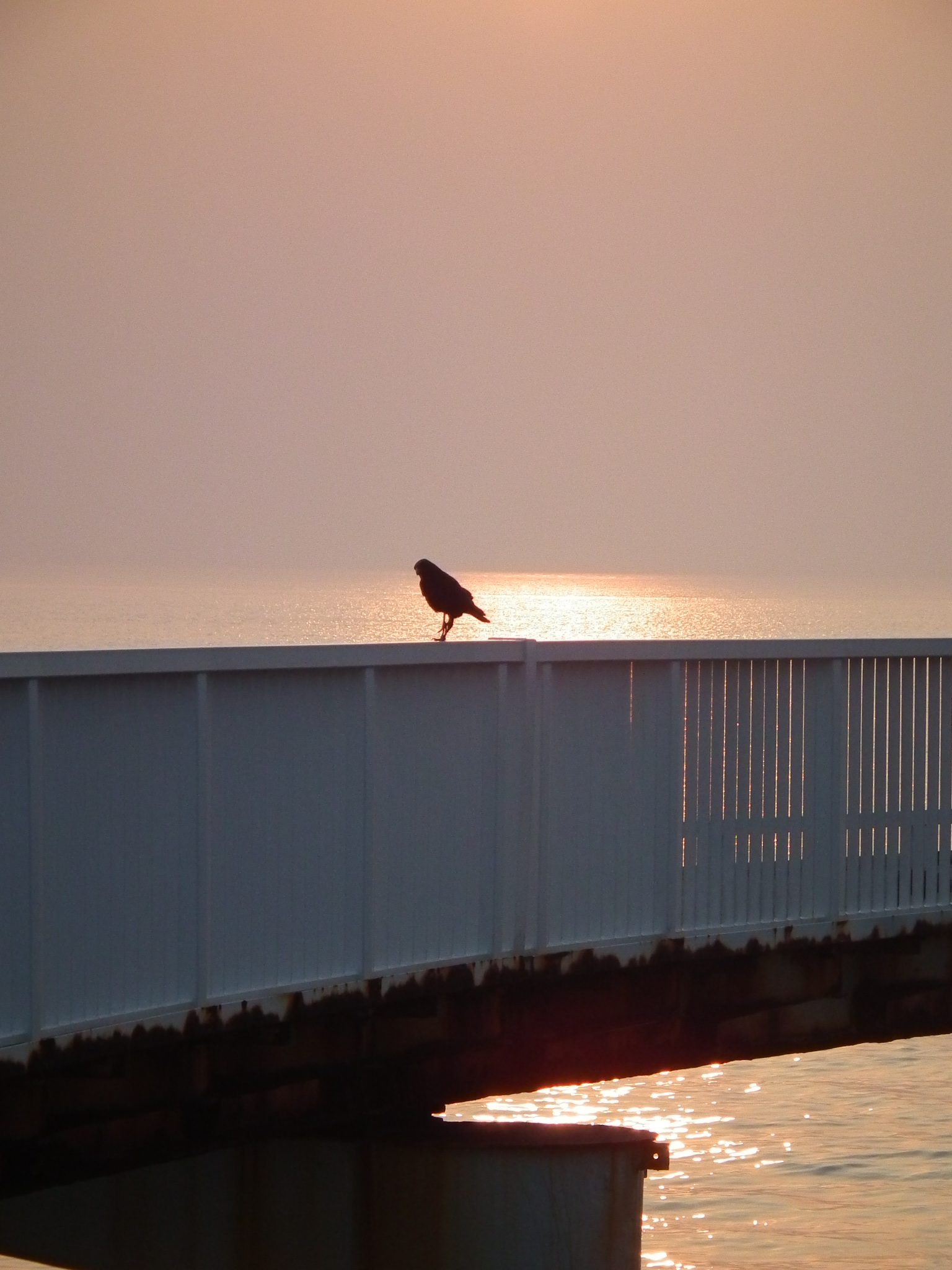
島半分を取り囲むように長さ150m、幅3mの釣り台が設置される。

鳴門海峡が近く、四季を通し様々な魚種が釣れ、対象魚は主に以下の魚種が主体である。水深は5～9m。島半分を取り囲むように長さ150m、幅3mの釣り台と、10ｍ四方の沖筏が設置される。釣り台へは、太鼓橋を渡り、島の中の遊歩道を通って行く。海釣り公園管理事務所は、海産物直売所「魚彩館」にある。
春
メバル、アイナメ、チヌ、ガシラ、タナゴ、グレ、カレイ。
夏
チヌ、カワハギ、アジ、サバ、ハマチ、スズキ、ガシラ、メバル。
秋
ハマチ、タイ、キス、キュウセン、イシダイ、アジ、サバ、メバル、グレ。
冬
タイ、スズキ、カレイ、ガシラ、グレ。

### 施設
駐車場
- 無料駐車場（約40台）

その他
- 貸し出し竿（500円）
- エサ販売あり。

魚彩館が隣接する。
開園時間
- 5月～8月 6:00～19:00
- 9月～11月 7:00～17:00
- 12月～4月 8:00～17:00
- 火・水曜日、年末・年始定休[3]。
- ※お盆は休まず営業

## 画廊

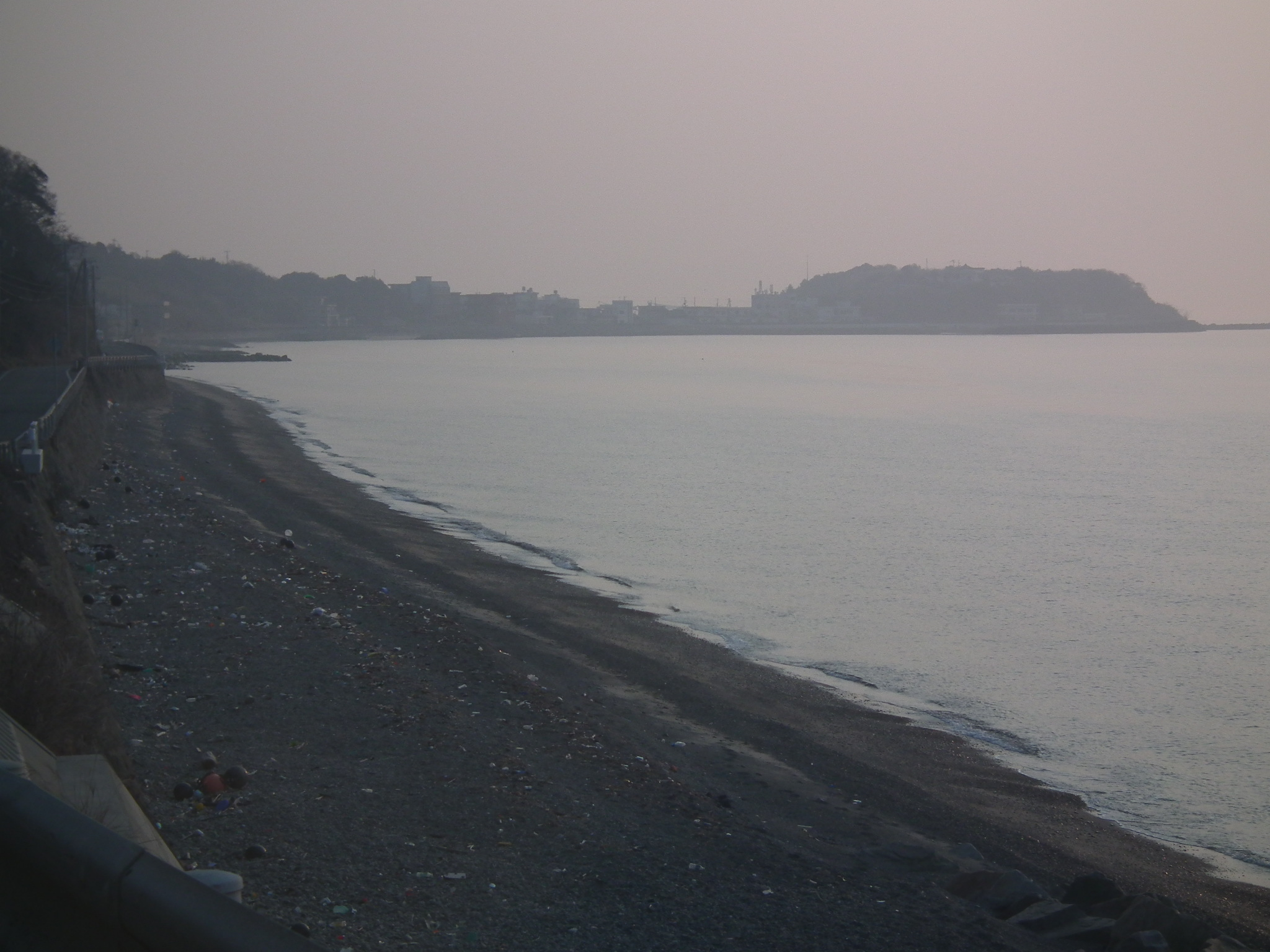
北方から見たところ。
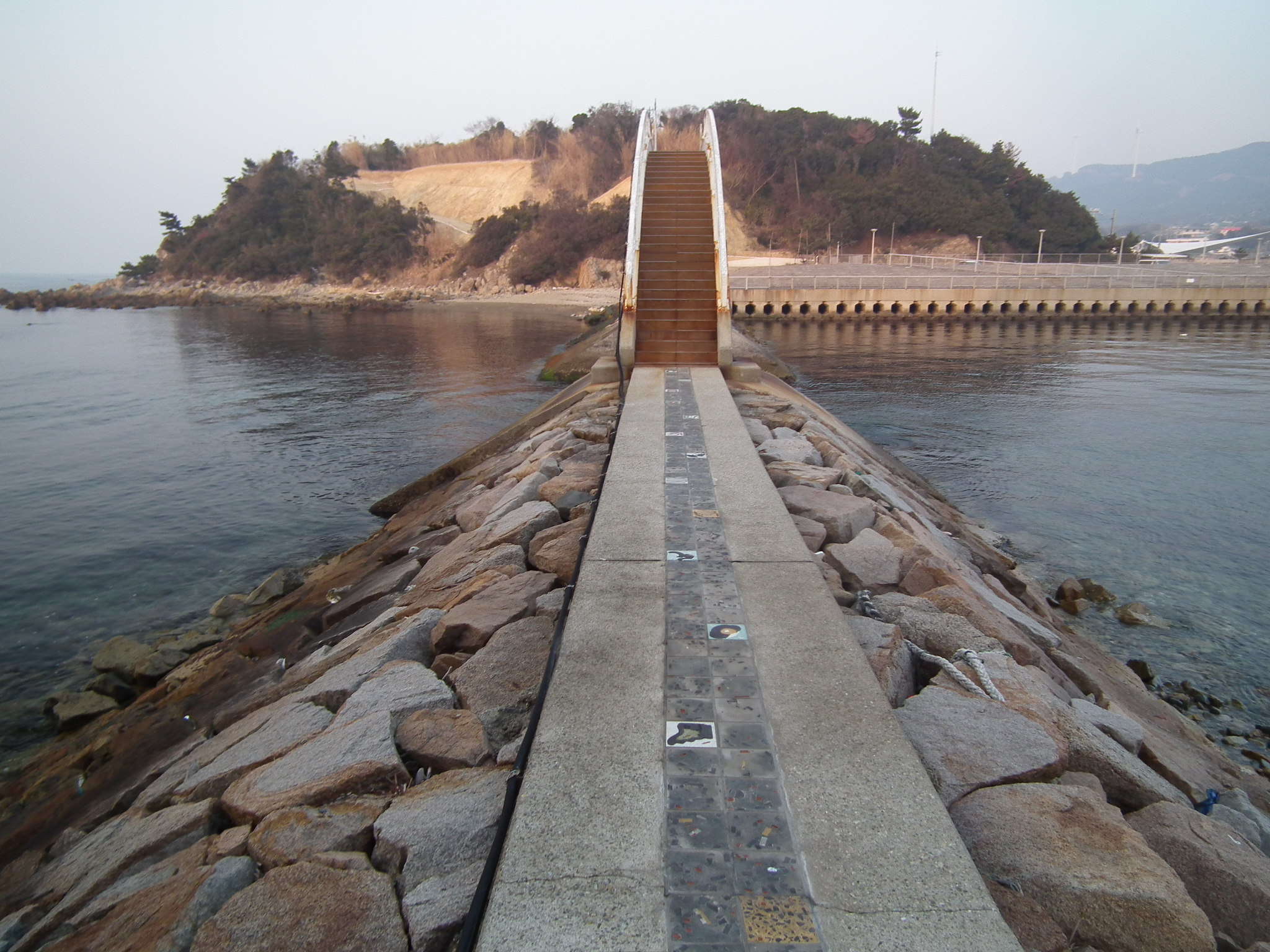
島側から丸山漁港を見る。
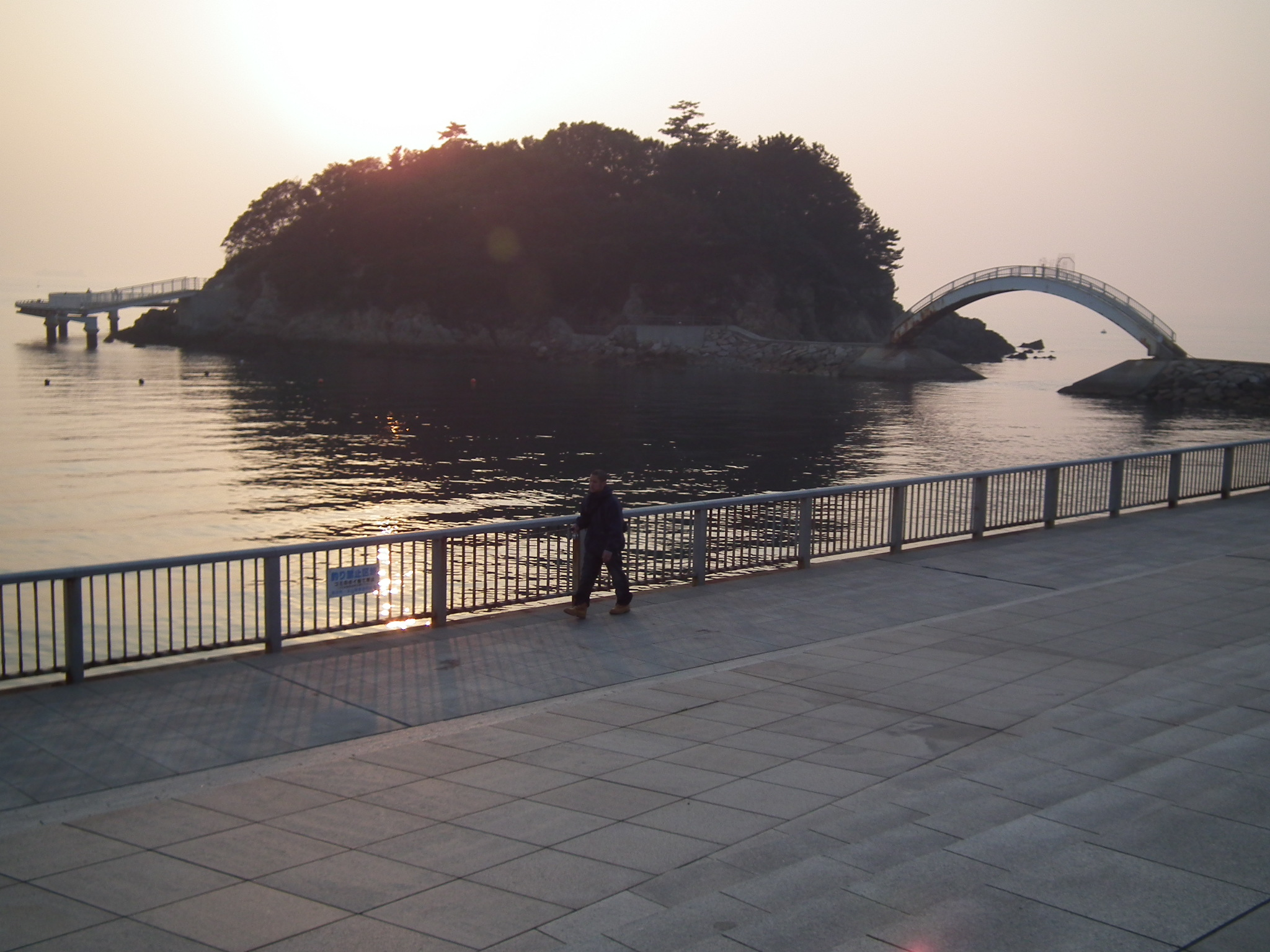
丸山漁港から弁天島を見る。
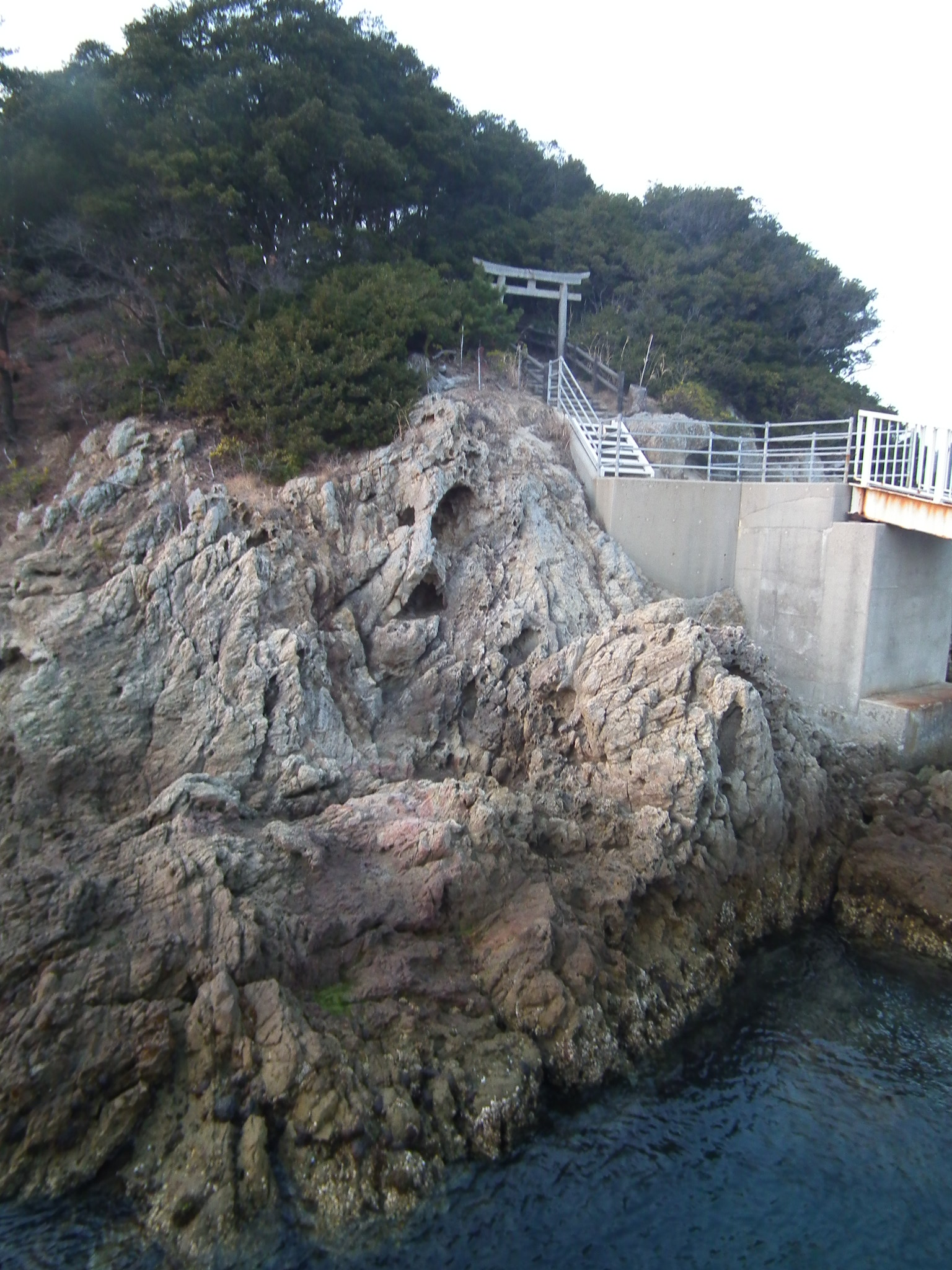
南側より弁天神社を見る。
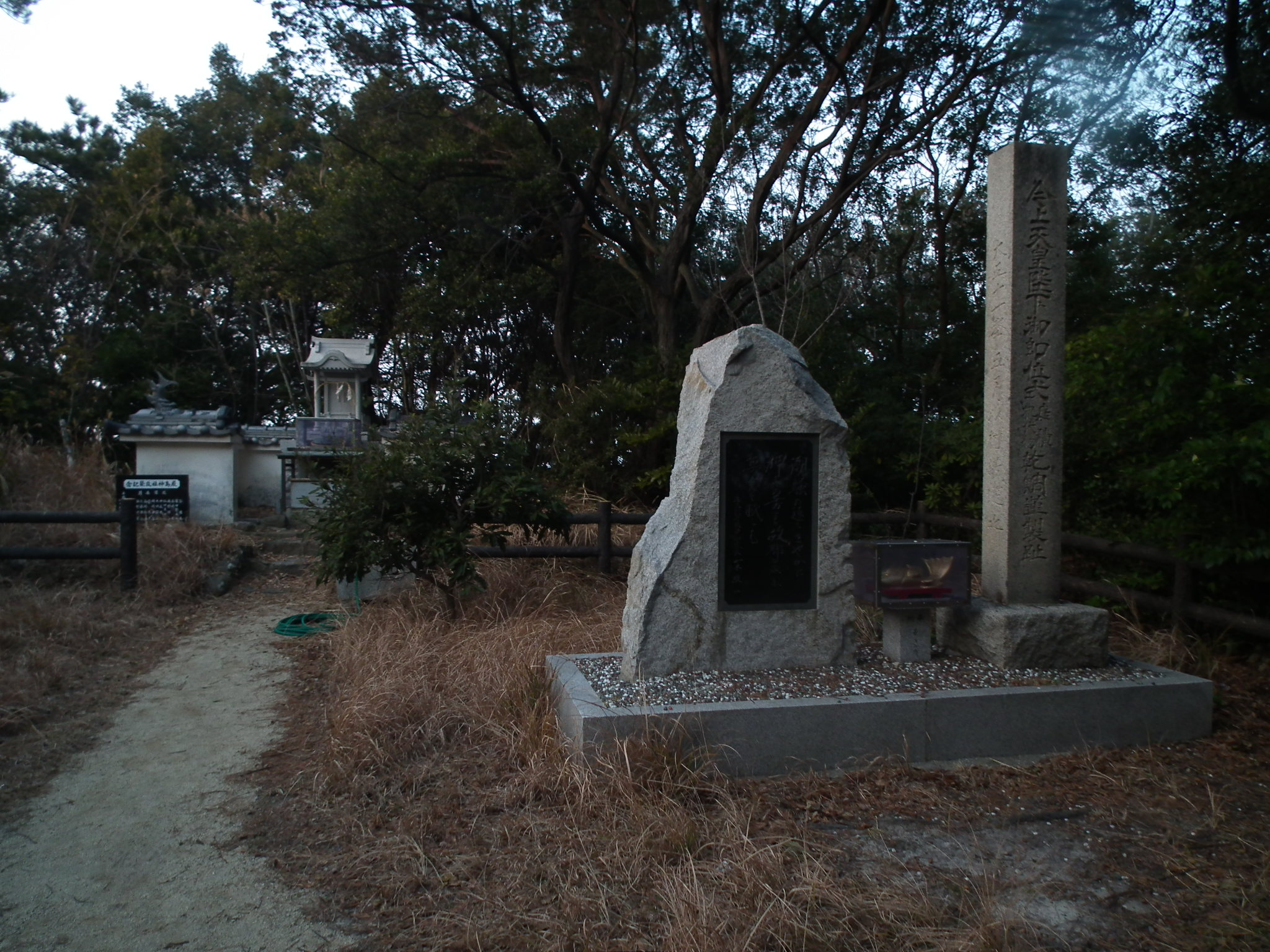
夕暮れ時の弁天神社。
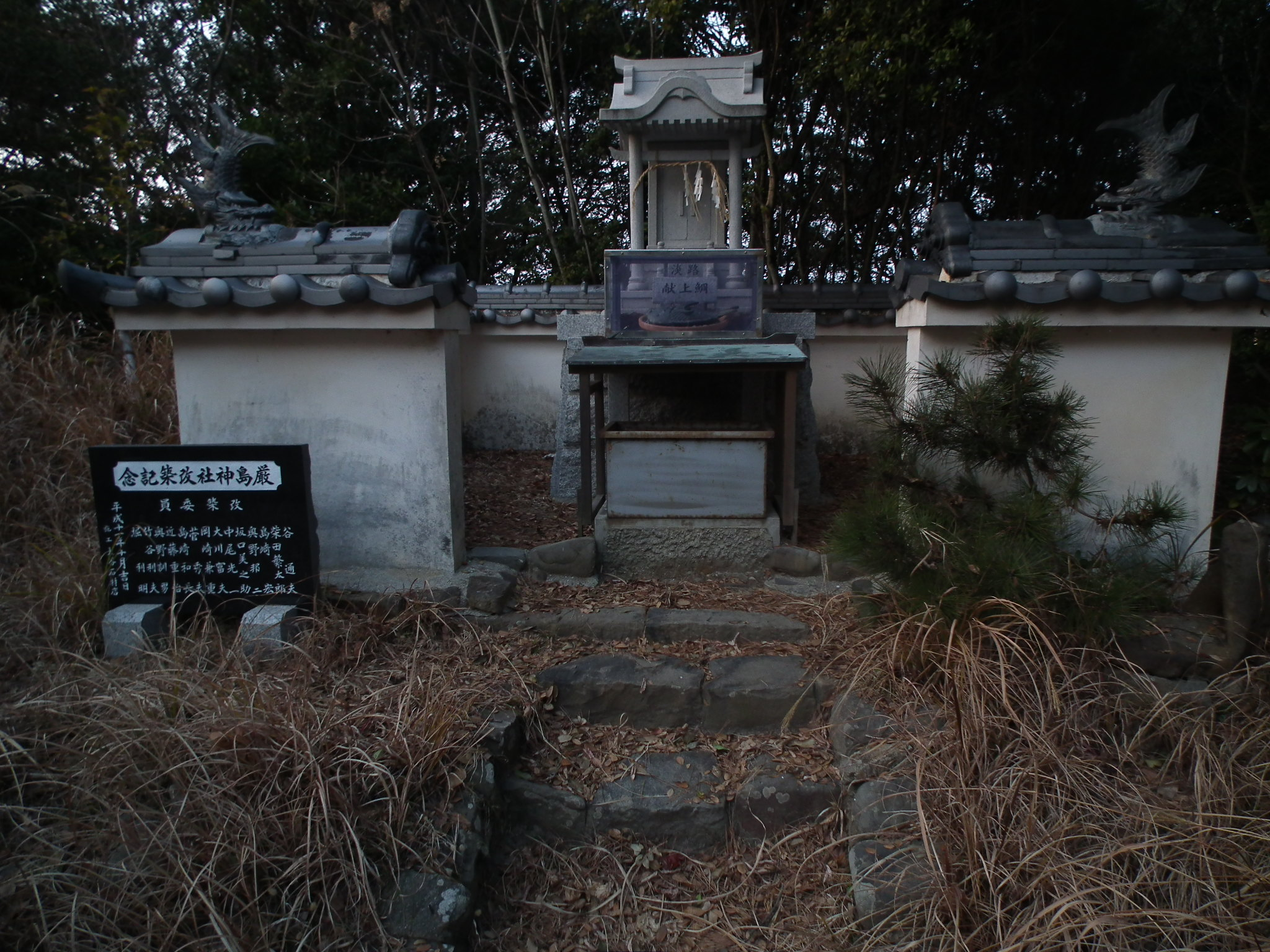
弁天神社（厳島神社）。
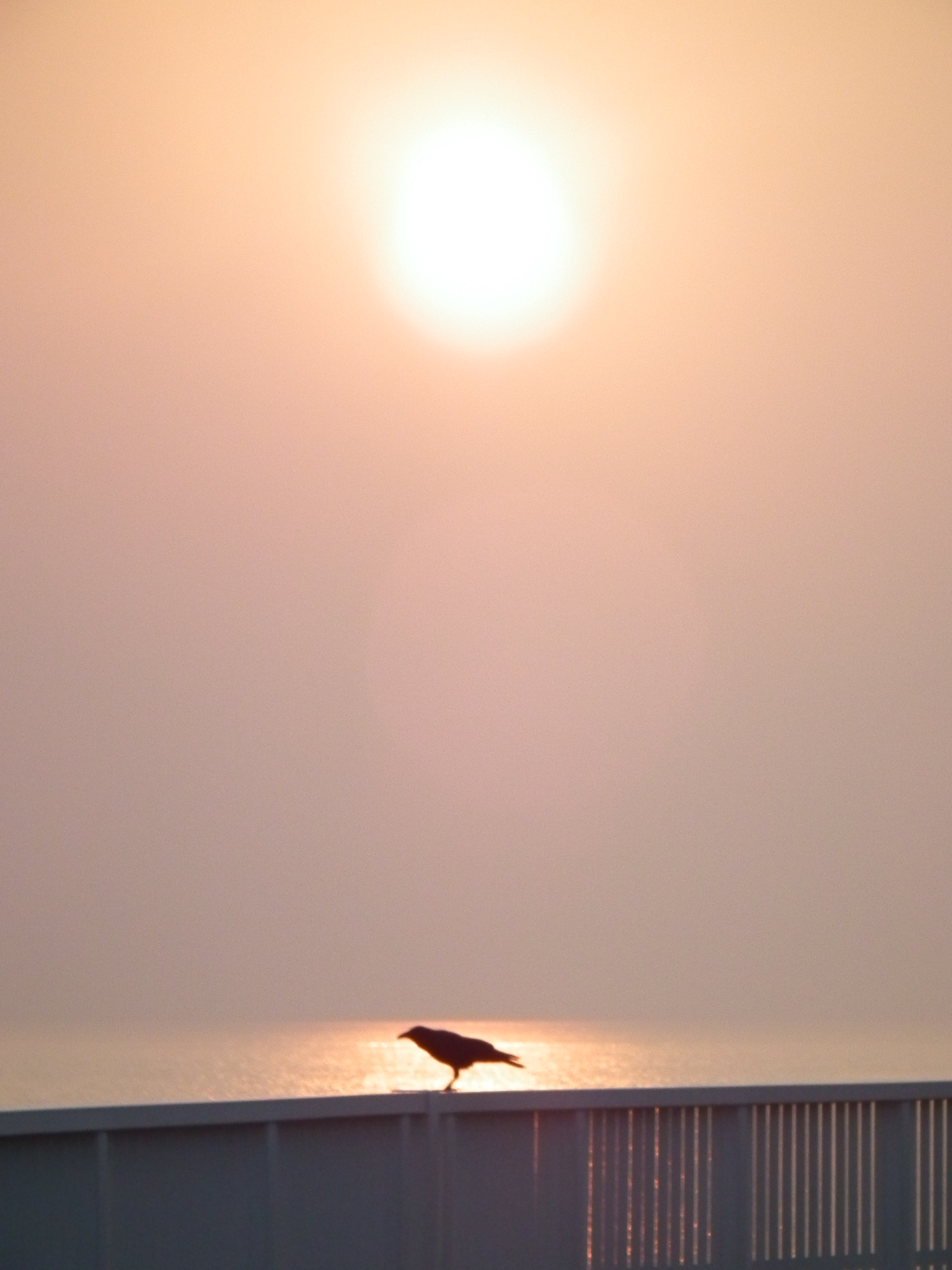
夕日の美しさでは定評がある。
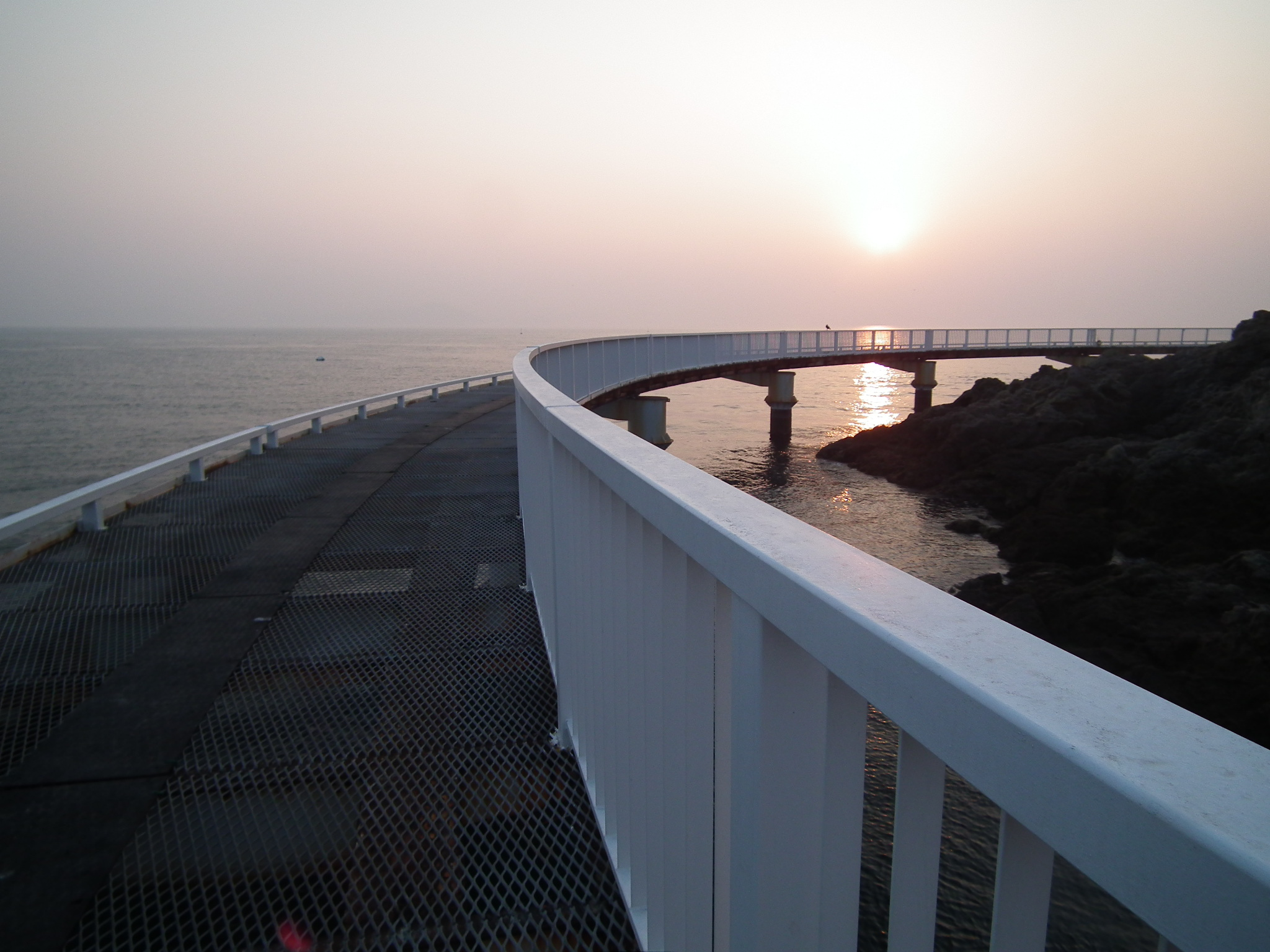
丸山海釣り公園釣台。
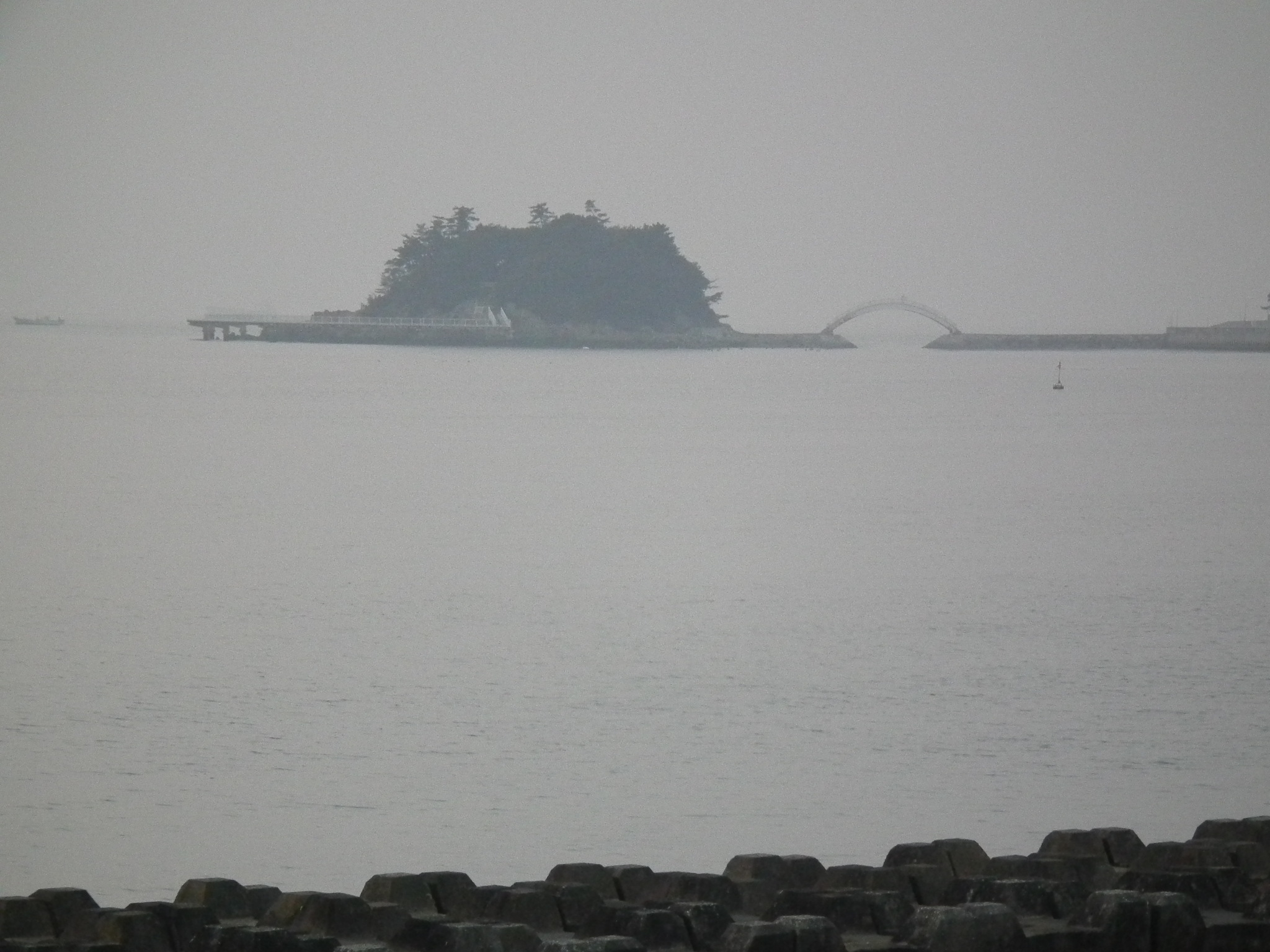
南側から見たところ。

## 所在地
〒656-0662　 兵庫県南あわじ市阿那賀丸山

## 交通アクセス
- 自動車
  - 西淡三原インターチェンジ下車すぐの信号を直進し「湊」交差点を左折、「湊港入口」交差点を左折し約15分。
  - 淡路島南インターチェンジ下車すぐ右折し約5分。つき当たりの三叉路を左折して約10分。